# Pilotwings (datorspelsserie)
Pilotwings är en serie flygsimulatorspel utgivna av Nintendo från 1990 och framåt.

## Spel
| Titel             | Släppår |
| ----------------- | ------- |
| Pilotwings        | 1990    |
| Pilotwings 64     | 1996    |
| Pilotwings Resort | 2011    |

### Fotnoter
1. ↑  ”Pilotwings series” (på engelska). Mobygames. http://www.mobygames.com/game-group/pilotwings-series. Läst 10 maj 2015.